# رینگ گلد (جورجیا)
رینگ گلد، جورجیا (به انگلیسی: Ringgold, Georgia) یک شهر در ایالات متحده آمریکا با جمعیت ۳٬۵۸۰ نفر است که در جورجیا واقع شده‌است.

## موقعیت جغرافیایی
موقعیت جغرافیایی شهرها و مناطق اطراف به شرح زیر است: